# PRALIVA
PRALIVA（プラリバ）は、福岡県福岡市早良区西新4丁目1番1号にある都市型商業施設。

## 概要
1974年に都市計画決定（1976年都市計画変更）した西新地区第一種市街地再開発事業の中核施設として建設され、福岡市地下鉄空港線西新駅開業の1ヶ月前となる1981年6月26日に「西新エルモール」として開業。核店舗は地元の老舗百貨店岩田屋の子会社である「西新岩田屋」だった。
岩田屋の経営不振により西新岩田屋が2003年に閉店すると、施設は東京建物が取得した。それまで親しまれてきた「岩田屋」に変わる新たな通称が必要となり、一般公募を行った結果、「プラリと行ける場所」からの造語である「プラリバ」に決定し、2003年4月25日に「西新エルモール プラリバ」として再開業した。

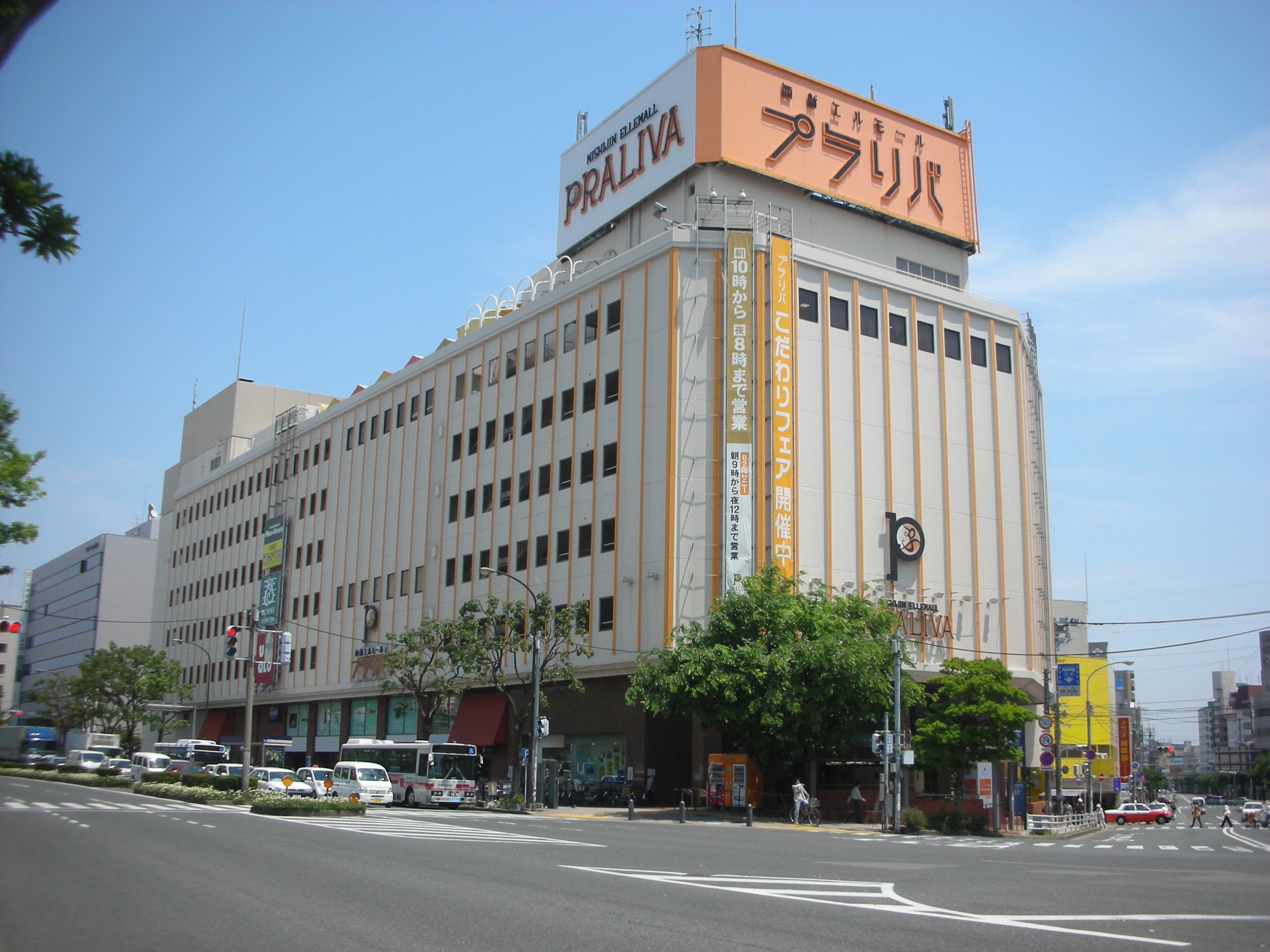
西新エルモール プラリバ（2009年5月）

2015年7月31日をもって閉店し、解体された。跡地は下層階を商業施設、高層階はマンションとなる予定が発表され、2019年7月26日に後継施設「PRALIVA（プラリバ）」として再開業している。

## 歴史

### 西新岩田屋時代
2003年の閉店まで西新エルモールの核店舗となっていた。最盛期の1990年代前半には18000㎡まで売り場面積を拡大、1997年時点では132.3億円の売上高であった。
1990年代後半には改装が相次いで行われている。
- 1996年2月29日 - 九州初の百貨店内スーパーマーケットとして、地下1階にサニー西新店が開店。
- 1999年9月23日 - 7階に100円ショップのダイソーが開店。
- 1999年12月6日 - 地下1階に西新エルモール内郵便局が開局。
- 2000年 - 6階に当時西武セゾングループだった書店チェーンのリブロ福岡西新店が開店。親会社である岩田屋Z-SIDE（現・岩田屋本館）や久留米、熊本に次いで導入された。

しかし、2000年には周辺にホークスタウンモールなどの大型商業施設が次々オープンした影響で売上高は76.3億円と42.4%落ち込み、債務が年商の1.6倍を超える124.7億円に達し、2002年2月末に債務超過に陥り、2003年2月に閉店した（岩田屋の項も参照）。

### プラリバとして再スタート
岩田屋撤退後、施設は当時福岡に進出したばかりのディベロッパー・東京建物が、SPCを利用して他の岩田屋グループ所有不動産19件と共に取得。およそ2ヶ月間の改装を経て、2003年4月25日に「西新エルモールプラリバ」として再開業した。59店の新規テナントがオープンし、35店が岩田屋から引き続き営業した。開業当初の年間売上目標は100億円、年間来館客数目標は500万人であった。
2006年6月15日には地下鉄空港線・西新駅に直結させ、地下2階北出入口に新たに自動ドアを設置したほか、建物外壁の塗り替えを実施。
当初目標の100億円を達成できていなかったが、開業時と比べると売り上げは伸びており、年間売上目標は80億円、年間来館客数目標は660万人に設定されていた。施設の運営管理は、東京建物グループのプライムプレイスが担当した。

### プラリバ閉店と再開発
2014年12月24日、2015年7月31日をもって建物の老朽化によりプラリバを閉業し、跡地を再開発することを発表した。
2002年に西新岩田屋と専門店街を合わせた全体で約100億円あった売上は、非百貨店のプラリバとなった後は落ち込み、2010年には約71億円であった。施設の老朽化に伴う改修費を賄えないと見込まれ、地権者と東京建物の間で商業施設を縮小してタワーマンションを含めた複合施設への建て替えが検討されていた。
また、 これに伴い地下1階にあった西新エルモール内郵便局は一時閉鎖し、サニー西新店は閉店した。
閉店後、地上と西新駅を結ぶエレベーターがプラリバ内にあるため、建物を取り壊せないことが判明し、福岡市が7番出口の横に新しいエレベーターを設置するまで取り壊しが大幅に延期された。閉店から1年以上経過した2016年秋にようやく解体工事に着手した。
2017年3月17日、再開発の概要が発表され、東側に地下2階・地上40階建て高さ140mの高層マンション、西側に地下2階・地上4階建ての商業施設の2棟を建設するとし、商業施設は2019年秋、高層マンションは2021年度の完成を目指すとした。施設はプラリバを運営していた東京建物が引き続き開発。商業施設の早期開業を目指すため、解体前建物の地上部分を東西で二つに分け、商業施設棟となる西側は解体を一部にとどめて改修し、住宅棟にする東側はいったん解体して新しいビルを建てるという全国的に珍しい工法を採用する。
2019年2月27日、東京建物が同年7月に開業する予定の新商業施設の名前を「PRALIVA（プラリバ）」とすることを発表した。

## フロア構成

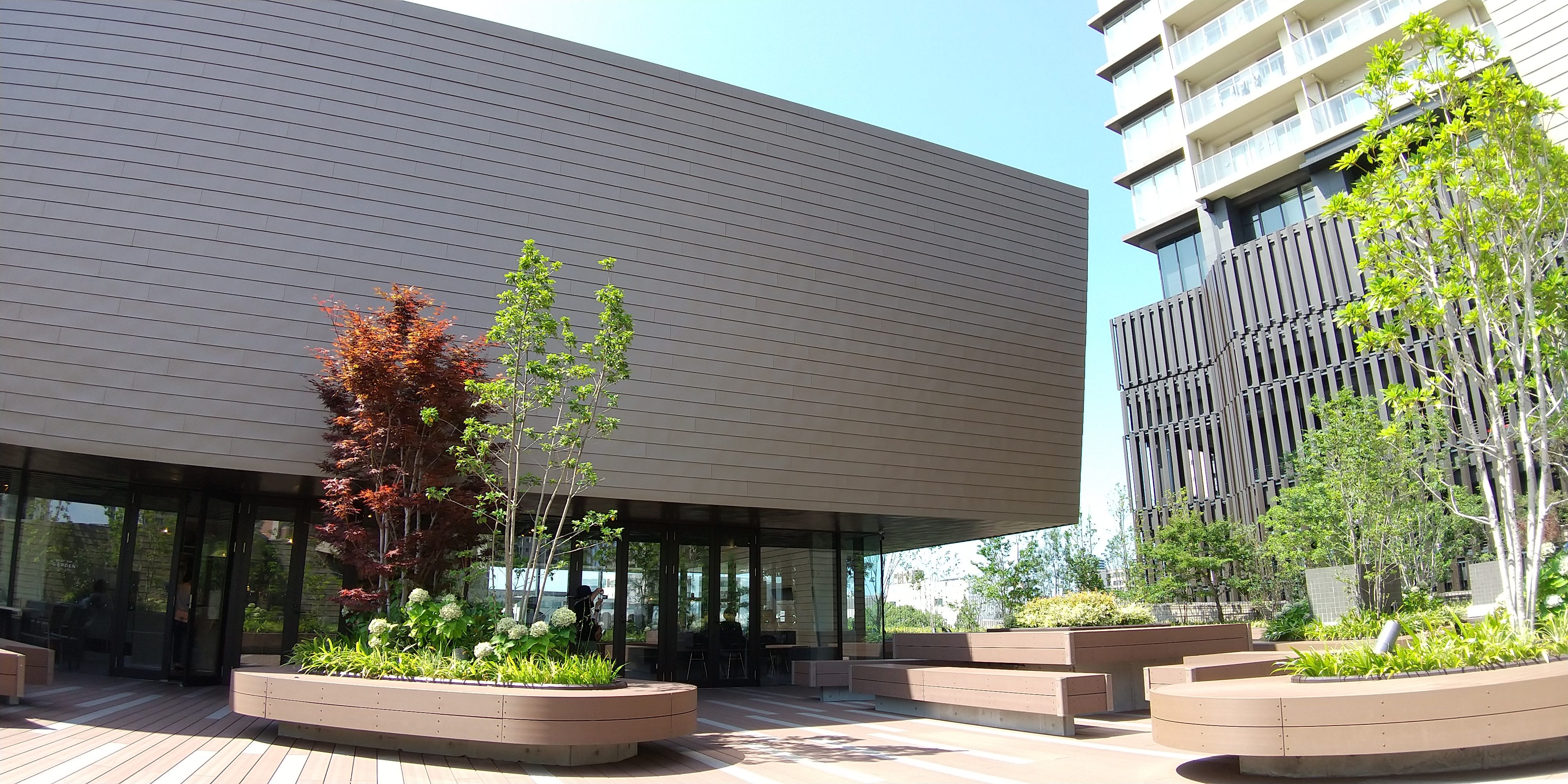
PRALIVA 4階 ルーフガーデン

- 4階 - ルーフガーデン（屋上庭園）、イベントスペース、CAFFÉ OTTO. ROOF TOP GARDEN（カフェ）
- 3階 - 無印良品
- 2階 - JINS、くまざわ書店、マイジムなどサービス&カルチャー店舗
- 1階 - プロント、SAC'S BAR、プラットインキューブ、山本洋傘店などファッション&カジュアル店舗
- B1階 - カルディコーヒーファーム、味の明太子ふくや、博多とりかわ大臣プラスなどデイリーカジュアル店舗
- B2階 - フードウェイ、ドラッグイレブンなど

2021年3月25日、屋上庭園がオープンした。Brillia Tower西新1階店舗部分は2021年春開業。
各フロアの出店店舗一覧・詳細情報は公式サイト「フロアガイド」を、営業時間については公式サイト「営業時間」をそれぞれ参照のこと。

## アクセス
地下鉄西新駅の4番出口・5番出口と直結している。
地下鉄以外でもプラリバ近くのドン・キホーテ上に提携駐車場が、プラリバ１階外に駐輪場が設けられている。